# Khyentse Norbu
Dzongsar Jamyang Khyentse Rinpoche (em dzongkha: དཔའ་བོ་ཆོས་དབྱིངས་རྡོ་རྗི།; 18 de junho de 1961), mais conhecido como Khyentse Norbu, é um lama tibetano, cineasta e escritor butanês. Seus cinco principais filmes são Phörpa (1999), Chang hub thengs gcig gi 'khrul snang (2003), Vara: A Blessing (2013), Hema Hema (2017) e Looking for a Lady With Fangs and a Moustache (2019). Ele é o autor de What Makes You Not a Buddhism (2007) e de muitas outras obras de não-ficção sobre o budismo tibetano.
Ele é o filho mais velho de Thinley Norbu e, portanto, neto de Dudjom Jigdral Yeshe Dorje. Rinpoche tem professores de todas as quatro principais escolas do budismo tibetano e é um seguidor e defensor do movimento Rimé (não sectário). Ele considera Dilgo Khyentse como seu principal guru. Ele também é o principal guardião dos ensinamentos de Jamyang Khyentse Wangpo.

## Publicações
- Poison is Medicine (2021)
- Living Is Dying: How to Prepare for Death, Dying and Beyond (2020)
- Best Foot Forward: A Pilgrim's Guide to the Sacred Sites of the Buddha (2018)
- The Guru Drinks Bourbon? (2016)
- Not for Happiness: A Guide to the So-Called Preliminary Practices (2012)
- Teachings on Ngöndro
- What Makes You Not a Buddhist (2008)
- What to do at India's Buddhist Holy Sites
- Buddha Nature
- Introduction to the Middle Way